# Vila Franca do Rosário
Vila Franca do Rosário ist ein Ort und eine ehemalige Gemeinde (Freguesia) im portugiesischen Kreis Mafra. Die Gemeinde hatte 862 Einwohner (Stand 30. Juni 2011).
Am 29. September 2013 wurden die Gemeinden Vila Franca do Rosário, Enxara do Bispo und Gradil zur neuen Gemeinde União das Freguesias de Enxara do Bispo, Gradil e Vila Franca do Rosário zusammengeschlossen.